# Aage Lønborg-Jensen
Aage Lønborg-Jensen (22. februar 1877 i København – 20. marts 1938 på Haraldsgave) var en dansk arkitekt og maler, bror til Margrethe Lønborg-Jensen, (forfatteren af børnebøger Margrethe Marstrand) og fætter til Harald Lønborg-Jensen.
Lønborg-Jensen fik en række legater, herunder fra Den Hielmstierne-Rosencroneske Stiftelse 1904, Akademiets stipendium 1905, 1906 samt De Bielkeske Legater 1907.
Lønborg-Jensen færdiggjorde i 1901 uddannelsen til maler fra Kunstakademiet i København. Sine første arbejder var også som maler, men skønt således oprindeligt uddannet maler begyndte Lønborg-Jensen efter omkring 1912, at tage imod mindre byggeopgaver som arkitekt. Denne praksis greb om sig, og han endte med helt at hellige sig arkitekturen. Muligvis har han erhvervet disse kompetencer på den senere svoger Povl Baumanns tegnestue. Lønborg-Jensens nyklassicistiske stil har visse lighedspunkter med Baumanns stil. Hans udgangspunkt som maler fornægter sig dog ikke i eksempelvis landstedet Uglemoses fint panelerede rum med snedkerdetaljer og indfældede malerier. Lønborg-Jensen var en af de ledende i videreudviklingen af "Det lille danske hus", som bl.a. Baumann havde været med til at udvikle.
Som maler deltog han i Charlottenborg Forårsudstilling 1903-06, 1908-12, 1914-15; Landsudstillingen i Århus 1909 og Kunstnernes Efterårsudstilling 1904, 1908-09 og 1911. Som arkitekt deltog han i Charlottenborgs Forårsudstilling 1921-23, 1926 og i udstillingen Dansk arkitektur, dekorativ kunst og kunsthåndværk, Liljevalchs, Stockholm 1918.
Lønborg-Jensen giftede sig i 1917 i København med Dorothea (Dodo) Elisabeth Baumann, en søster til Povl Baumann. Han er begravet på Solbjerg Parkkirkegård.

## Kunstnerisk stil
Aage Lønborg-Jensens stil var overordnet set nyklassicistisk. Dog havde hans stil en romantisk drejning. Som maler kendetegnes hans stil ved den måde han viser bygninger og vegetation. Hvor bygninger oftest gengives meget korrekt gengives træer og anden vegetation blødere og mere modernistisk.
Maleren Sven Schou overtog i 1905 ejendommen Havnø ved Mariager Fjord. De første år var ejendommen bortforpagtet, men senere overtog Sven Schou selv ejendommen og samlede her en række malere og kunstnere. Udover Sven Schou samledes bl.a. Aage Lønborg-Jensen, Einar Olsen, Henrik Schouboe, Sally Philipsen og Lauritz Mikkelsen i flere somre for at male og finde inspiration fra hinanden. Flere af Lønborg-Jensens malerier er derfor blevet til her med inspiration fra de øvrige kunstnere. Kunstnerforsamlingen er af nogle omtalt som Havnø-malerkolonien.
I årene efter 1913 var Lønborg-Jensen var en af de ledende i videreudviklingen af "Det lille danske hus", som bl.a. Povl Baumann havde været med til at udvikle. Videreudviklingen bestod bl.a. i at der nu kom små sprodsedelte vinduer, klarere proportioner og en mere præcis inddeling af rummene samt en ny udformning af klumpen. Den nye stil blev udbredt til hele landet med dannelsen af foreningen Bedre Byggeskik i 1915.

## Uddannelse og rejser
Lønborg-Jensen gik i malerlære i alt 6 år, blev svend 1896, dimitteredes fra Teknisk skole. Dernæst gik han på Kunstakademiet i København; han begyndte i almindelig forberedelsesklasse februar 1894, avancerede til modelklassen oktober 1896 og tog afgang som maler november 1901.
Lønborg-Jensen var på en række studierejser. I 1903 var han på en rejse til Italien og i 1907 på en ca. et år lang rejse sammesteds, denne gang tilbragte han bl.a. et halvt år i Assisi. I 1910 og 1927 var han i Paris og i 1928 var han igen i Italien. Derudover var han på en række kortere rejser til bl.a. Tyskland, Holland og Sverige.

## Privatliv
Lønborg-Jensens forældre var litograf Harald Christian Jensen og Andrea Petrine Lønborg. Han tog navneskift fra Jensen 28. december 1920. Hjemmet var præget af N.F.S. Grundtvigs tanker og hjemmet var derfor kristent og folkeligt. Der var ligeledes meget aktivitet i hjemmet.
Lønborg-Jensen giftede sig 8. august 1917 i København med Dorothea (Dodo) Elisabeth Baumann (11. november 1885 i København – 28. august 1974 sammesteds), datter af translatør Heinrich Johann Raimund Baumann og Julie Augusta Riise (og søster til Povl Baumann).
På et tidspunkt boede Lønborg-Jensen i den gamle portnerbolig til Aldershvile, det nuværende Slotsparken 98 sammen med sin søster Margrethe Marstrand.
Han er begravet på Solbjerg Parkkirkegård på Frederiksberg. På denne kirkegård er også en række andre kendte malere og andre kendte begravet. Af malere kan nævnes H.A. Brendekilde, Ib Eisner og Harald Giersing og af arkitekter fx Axel Høeg-Hansen.

## Værker

### Som maler
- 1898 – Altertavle i Alrø Kirke, Alrø nær Horsens
- 1906 – Altertavle i Gravlev Kirke nær Rebild og Støvring
- 1908 – Altertavle i Læsten Kirke nær Randers

### Som arkitekt
Aage Lønborg-Jensen tegnede primært mindre huse, men enkelte større arbejder er der også blevet plads til, heraf mest markant landstederne Haraldsgave og Uglemose.
- 1912 – Landarbejderbolig ved godset Havnø, Hadsund
- 1912 – Landstedet Egenæs for fabrikant Lauritz Schou, Strandvejen, Skovshoved ( nedrevet 1975, men portbygningen, Strandvejen 194J, eksisterer)
- 1912 – Mindesten for Niels Kjeldsen, Give Kirkegård
- 1914 – Skovfogedbolig ved Havnø
- 1914 – Skovshoved Skole (udvidet 1931 af samme og 1957 ved A. Helbo)
- 1915-19 Landstedet Haraldsgave for Harald Plum, Bagsværd
- 1917 – Strandhus for grosserer Erik Plum, Strandvejen 280, Skodsborg
- 1917 – Frydenlundsvej 5, Skodsborg
- 1917-1921 Tre huse på Aldershvilevej 126-130 i Bagsværd (nr. 130 præmieret 1920)[9]
- 1917-18 – Restaurering af Harald Plums gård Thorøgård på Thorø og indretning af spise- og dagligstue sammesteds
- 1918 – Aldershvilevej 6-18, Bagsværd
- 1918 – Ombygning af Skovlund ved Esrum
- 1918-20 – Harald Plums Legatstiftelse på Trellenæs
- 1920 – Landhuse i Liseleje
- 1920-23 – Landstedet Uglemose, Holmegårdsvej 28, Ordrup (1920-23)
- 1921 – Portbygning til Egenæs, Strandvejen 194 I, Charlottenlund (ombygget)[10]
- 1922-23 Indretning af Flensborghus Bibliotek, Flensborg
- 1924 – Ombygning af Sonnerupgård ved Esrum
- 1930 – Færdigbygning af det halvt opførte museum på Thorø til feriekoloni
- 1930 – Tilbygning til Sølyst, Slotsparken 32A, Bagsværd (tilbygningen senere nedrevet)[9]